# Радіоізотопне датування
Радіоізото́пне або радіометри́чне датува́ння — метод  визначення віку різних об'єктів, в складі яких є який-небудь радіоактивний ізотоп. Базується на визначенні того, яка частина цього ізотопа встигла розпастися за час існування зразка. За цією величиною, знаючи період напіврозпаду цього ізотопа, можна розрахувати вік зразка.
Радіоізотопне датування широко застосовується в геології, палеонтології, археології та інших науках. Це джерело практично всіх абсолютних датувань різних подій історії Землі. До появи радіометричного датування були можливими тільки відносні датування — прив'язка до певних геологічних ер, періодів, епох і т. д., тривалість яких була невідома.
В різних методах радіоізотопного датування використовуються різні ізотопи різних елементів. Оскільки вони сильно відрізняються за хімічними властивостями (і, отже, за вмістом в різних геологічних та біологічних матеріалах і за поведінкою в геохімічних циклах), а також за періодом напіврозпаду, у різних методів відрізняється область застосування. Кожен метод можна застосовувати тільки до певних матеріалів та певного інтервалу віку. Найвідоміші методи радіоізотопного датування — це радіовуглецевий, калій-аргоновий та уран-свинцевий аналіз.

## Історія
Ідею радіоізотопного датування запропонував Ернест Резерфорд в 1905 році, через 9 років після відкриття радіоактивності Анрі Беккерелем. Уже через 2 роки, в 1907, Бертрам Болтвуд, радіохімік з Єльського університету, опублікував перші визначення віку деяких геологічних зразків. У наступні роки відбувався інтенсивний розвиток ядерної фізики та вдосконалення технологій, завдяки чому до середини XX століття була досягнута прийнятна точність радіоізотопних датувань. Цьому особливо сприяло винайдення мас-спектрометра. В 1949 році Віллард Ліббі розробив радіовуглецевий аналіз та продемонстрував його придатність на зразках дерева відомого віку (в інтервалі 1400 — 4600 років), за що в 1960 році отримав Нобелівську премію з хімії.

## Фізичні основи
Кількість будь-якого радіоактивного ізотопа зменшується з часом за експоненційним законом (закон радіоактивного розпаду):
{\displaystyle ~{\frac {N(t)}{N_{0}}}=e^{-\lambda t}},
де:
{\displaystyle ~N_{0}} — кількість атомів у початковий момент,
{\displaystyle ~N(t)} — кількість атомів після часу {\displaystyle ~t},
{\displaystyle ~\lambda } — стала розпаду.
Таким чином, кожен ізотоп має строго визначений період напіврозпаду — час, за який його кількість зменшується вдвічі. Період напіврозпаду {\displaystyle ~T_{1/2}} пов'язаний зі сталою розпаду наступним чином:
{\displaystyle ~T_{1/2}={\frac {\ln 2}{\lambda }}}
Тоді можна виразити відношення {\displaystyle {\frac {N(t)}{N_{0}}}} через період напіврозпаду:
{\displaystyle ~{\frac {N(t)}{N_{0}}}=2^{-t/T_{1/2}}}
Виходячи з того, яка частина радіоізотопа розпалася за деякий час, можна розрахувати цей час:
{\displaystyle ~t=-T_{1/2}\log _{2}{\frac {N(t)}{N_{0}}}}
Період напіврозпаду не залежить від температури, тиску, хімічного оточення, інтенсивності електромагнітних полів. Єдиний відомий виняток стосується тих ізотопів, які розпадаються шляхом електронного захоплення: у них є залежність швидкості розпаду від електронної густини в районі ядра. До таких відносяться, наприклад, 7Be, 85Sr і 89Zr. У таких радіоізотопів швидкість розпаду залежить від ступеня іонізації атома; є також слабка залежність від тиску і температури. Суттєвою проблемою для радіоізотопного датування це не є.